# Askatuak Saski-Baloi Taldea
L'Askatuak Saski-Baloi Taldea è una società cestistica con sede a San Sebastián, in Spagna.

## Storia
Fondata nel 1975, gioca nel campionato spagnolo di pallacanestro. Gioca le partite interne nel Polideportivo Municipal José Antonio Gasca, che ha una capacità di 2.500 spettatori.